# Young Man of Paris in Moods of Love
Albums de Gilbert Bécaud
T'as raison mon ami Le Tour de chant de Gilbert Bécaud à l'Olympia
(1955)
Young Man of Paris in Moods of Love est un album de Gilbert Bécaud qui fut enregistré à New York en octobre 1954 pour le marché américain. Avec des medleys interprétés en piano-voix, Bécaud s'accompagne seul. Il inclut trois titres inédits. L'album est paru en 1954 au format 33 tours 25 cm. Il est intégré en bonus sur la réédition du premier 25 cm de Bécaud (Gilbert Bécaud et ses chansons) dans le coffret L'Essentiel paru en 2011.

## Face 1
| No | Titre                             | Auteur                          | Compositeur    | Durée |
| -- | --------------------------------- | ------------------------------- | -------------- | ----- |
|    | Mes mains                         | Pierre Delanoë                  | Gilbert Bécaud |       |
|    | Accroche-toi à ton étoile         | Louis Amade                     | Gilbert Bécaud |       |
|    | Les Croix                         | Louis Amade                     | Gilbert Bécaud |       |
|    | Un nouveau printemps tout neuf    | Charles Aznavour, René Vernadet | Gilbert Bécaud |       |
|    | La Ballade des baladins           | Louis Amade                     | Gilbert Bécaud |       |
|    | Passe ton chemin                  | Pierre Delanoë                  | Gilbert Bécaud |       |
|    | Ah ! Dites-moi pourquoi je l'aime | Louis Amade, François Vermeille | Gilbert Bécaud |       |

## Face 2
| No | Titre                         | Auteur                         | Compositeur                   | Durée |
| -- | ----------------------------- | ------------------------------ | ----------------------------- | ----- |
|    | Ça (c'est formidable)         | Charles Aznavour               | Gilbert Bécaud                |       |
|    | À midi sur les Champs-Élysées | Pierre Delanoë, Tommy Franklin | Gilbert Bécaud                |       |
|    | I Want to be Kissed           | Charles Aznavour               | Gilbert Bécaud                |       |
|    | Viens                         | Charles Aznavour               | Gilbert Bécaud                |       |
|    | Pauvre Pêcheur                | Louis Amade                    | Gilbert Bécaud                |       |
|    | Mé-qué, mé-qué                | Charles Aznavour               | Gilbert Bécaud                |       |
|    | Quand tu danses               | Pierre Delanoë                 | Franck Gérald, Gilbert Bécaud |       |